# リタ・グランデ
リタ・グランデ（Rita Grande, 1975年3月23日 - ）は、イタリア・ナポリ出身の元女子プロテニス選手。グランデは2004年全豪オープンの混合ダブルスでベスト4に入り、すべての4大大会で女子シングルスの4回戦に進出した実績を持つ。自己最高ランキングはシングルス24位、ダブルス26位。WTAツアーでシングルス3勝、ダブルス5勝を挙げた。

## 来歴
グランデは1994年から女子テニス国別対抗戦・フェドカップのイタリア代表選手になり、1995年の全米オープンで4大大会本戦に初出場した。初めて予選3試合を勝ち抜いたグランデは、1回戦でイスラエルのアンナ・スマシュノワを破り、2回戦で第1シードのシュテフィ・グラフに挑戦した。1996年は全米オープンで初めての4回戦進出がある。全米オープン4回戦進出の後、グランデは日本の「ニチレイ・レディース」のダブルスでキンバリー・ポー（アメリカ）と組んでベスト4入りしたが、その準々決勝で伊達公子&杉山愛組を 7-5, 0-6, 6-2 で破っている。グランデは1998年の「東レ パン・パシフィック・オープン・テニストーナメント」でもシングルスのベスト8がある。
彼女のテニス経歴は2001年から大きく開花し始め、この年に女子ツアーでシングルス年間2勝を挙げ、4大大会でも全豪オープン・全仏オープンの2大会連続で4回戦進出を果たした。全豪オープンの4回戦では、グランデは第1シードのマルチナ・ヒンギスに 0-6, 3-6 で敗れた。2001年全仏オープンでは3人のイタリア人選手が女子シングルスの4回戦に勝ち残り、グランデとシルビア・ファリナ・エリア、フランチェスカ・スキアボーネが勝ち進んだが、これはイタリアのテニス界を通じて史上初の偉業だった。グランデは4回戦でペトラ・マンデュラ（ハンガリー）に敗退している。2002年は全豪オープンで2年連続の4回戦進出を決めたが、ここではジェニファー・カプリアティに 3-6, 6-7 で敗れた。
2004年の全豪オープンで、リタ・グランデはマルティン・ロドリゲス（アルゼンチン）と混合ダブルスのペアを組み、初めて準決勝に勝ち進んだ。グランデとロドリゲスは、準決勝でネナド・ジモニッチ（当時セルビア・モンテネグロ国籍）&エレーナ・ボビナ（ロシア）組に 3-6, 6-7 のストレートで敗れ、決勝進出を逃した。同年の2004年ウィンブルドンで、グランデは29歳にして初めて女子シングルス4回戦に勝ち進む。彼女はそれまでウィンブルドンは2回戦止まりの成績だったが、ついにすべての4大大会で女子シングルスのベスト16入りを決めた。そこでは第9シードのパオラ・スアレスに 6-4, 0-6, 2-6 の逆転で敗れ、ベスト8には手が届かなかった。
グランデは1996年アトランタ五輪と2000年シドニー五輪で2度、オリンピックのイタリア代表選手としても出場経験がある。
しかし2005年、グランデは右肘の故障のため出場試合数が減り、全米オープン1回戦敗退が最後の4大大会出場になる。同年10月、グランデは地元イタリア・ビエラ大会の1回戦敗退を最後に30歳で現役を引退した。

## WTAツアー決勝進出結果

### シングルス: 4回 (3勝1敗)
| 大会グレード         |
| -------------------- |
| グランドスラム (0–0) |
| ティア I (0–0)       |
| ティア II (0–0)      |
| ティア III (0–0)     |
| ティア IV & V (3–1)  |

| 結果   | No. | 決勝日         | 大会           | サーフェス    | 対戦相手                         | スコア        |
| ------ | --- | -------------- | -------------- | ------------- | -------------------------------- | ------------- |
| 準優勝 | 1.  | 1999年1月17日  | ホバート       | ハード        | チャンダ・ルビン                 | 2–6, 3–6      |
| 優勝   | 1.  | 2001年1月14日  | ホバート       | ハード        | ジェニファー・ホプキンス         | 2–6, 6–2, 6–2 |
| 優勝   | 2.  | 2001年10月29日 | ブラチスラヴァ | ハード (室内) | マルチナ・スーハ                 | 6-1, 6-1      |
| 優勝   | 3.  | 2003年4月6日   | カサブランカ   | クレー        | アントネッラ・セッラ・ザネッティ | 6-2, 4-6, 6-1 |

### ダブルス: 12回 (5勝7敗)
| 結果   | No. | 決勝日         | 大会               | サーフェス        | パートナー                 | 対戦相手                                                            | スコア           |
| ------ | --- | -------------- | ------------------ | ----------------- | -------------------------- | ------------------------------------------------------------------- | ---------------- |
| 準優勝 | 1.  | 1990年5月6日   | ターラント         | クレー            | シルビア・ファリナ         | Elena Brioukhovets エウゲニア・マニオコワ                           | 6-7(4), 1-6      |
| 準優勝 | 2.  | 1997年2月16日  | パリ               | カーペット (室内) | アレクサンドラ・フセ       | マルチナ・ヒンギス ヤナ・ノボトナ                                   | 1-6, 2-6         |
| 優勝   | 1.  | 1999年6月20日  | スヘルトーヘンボス | 芝                | シルビア・ファリナ         | クリスティ・ボーグルト カーラ・ブラック                             | 7-5, 7-6(2)      |
| 準優勝 | 3.  | 2000年1月9日   | ゴールドコースト   | ハード            | サビーネ・アペルマンス     | ジュリー・アラール＝デキュジス アンナ・クルニコワ                   | 3-6, 0-6         |
| 優勝   | 2.  | 2000年1月16日  | ホバート           | ハード            | エミリー・ロワ             | キム・クライシュテルス アリシア・モリク                             | 6–2, 2–6, 6–3    |
| 優勝   | 6.  | 2000年7月16日  | パレルモ           | クレー            | シルビア・ファリナ・エリア | ルクサンドラ・ドラゴミル ビルヒニア・ルアノ・パスクアル             | 6-4, 0-6, 7-6(6) |
| 準優勝 | 4.  | 2000年7月23日  | ソポト             | クレー            | アサ・スベンソン           | ビルヒニア・ルアノ・パスクアル パオラ・スアレス                     | 5–7, 1–6         |
| 準優勝 | 5.  | 2000年10月22日 | 上海               | ハード            | メガン・ショーネシー       | タマリネ・タナスガーン リリア・オスターロー                         | 5–7, 1–6         |
| 優勝   | 4.  | 2001年1月7日   | オークランド       | ハード            | アレクサンドラ・フセ       | エマヌエル・ガリアルディ バルバラ・シェット                         | 7–6(4), 6–3      |
| 準優勝 | 6.  | 2001年4月8日   | ポルト             | クレー            | アレクサンドラ・フセ       | アナベル・メディナ・ガリゲス マリア・ホセ・マルティネス・サンチェス | 1–7, 7–6(5), 5–7 |
| 優勝   | 5.  | 2002年1月13日  | ホバート           | ハード            | タチアナ・ガルビン         | キャサリン・バークレー クリスティナ・ウィーラー                     | 6–2, 7–6(3)      |
| 準優勝 | 7.  | 2003年5月19日  | マドリード         | クレー            | アンジェリク・ウィジャヤ   | リーゼル・フーバー ジル・クレイバス                                 | 4–6, 6–7(6)      |

## 4大大会シングルス成績
略語の説明
| W | F | SF | QF | #R | RR | Q# | LQ | A | Z# | PO | G | S | B | NMS | P | NH |

W=優勝, F=準優勝, SF=ベスト4, QF=ベスト8, #R=#回戦敗退, RR=ラウンドロビン敗退, Q#=予選#回戦敗退, LQ=予選敗退, A=大会不参加, Z#=デビスカップ/BJKカップ地域ゾーン, PO=デビスカップ/BJKカッププレーオフ, G=オリンピック金メダル, S=オリンピック銀メダル, B=オリンピック銅メダル, NMS=マスターズシリーズから降格, P=開催延期, NH=開催なし.
| 大会           | 1993 | 1994 | 1995 | 1996 | 1997 | 1998 | 1999 | 2000 | 2001 | 2002 | 2003 | 2004 | 2005 | 通算成績 |
| -------------- | ---- | ---- | ---- | ---- | ---- | ---- | ---- | ---- | ---- | ---- | ---- | ---- | ---- | -------- |
| 全豪オープン   | A    | LQ   | LQ   | 3R   | 2R   | 2R   | 3R   | 1R   | 4R   | 4R   | 2R   | 1R   | A    | 13–9     |
| 全仏オープン   | A    | LQ   | LQ   | 2R   | 1R   | 2R   | 1R   | 2R   | 4R   | 3R   | 3R   | 2R   | A    | 11–9     |
| ウィンブルドン | LQ   | LQ   | LQ   | 1R   | 1R   | 2R   | 2R   | 2R   | 1R   | 2R   | 2R   | 4R   | A    | 8–9      |
| 全米オープン   | LQ   | LQ   | 2R   | 4R   | 2R   | 1R   | 2R   | 2R   | 1R   | 1R   | 1R   | 1R   | 1R   | 7–11     |